# Lecidella
Lecidella — рід лишайників родини Lecanoraceae. Назва вперше опублікована 1855 року.

## Галерея

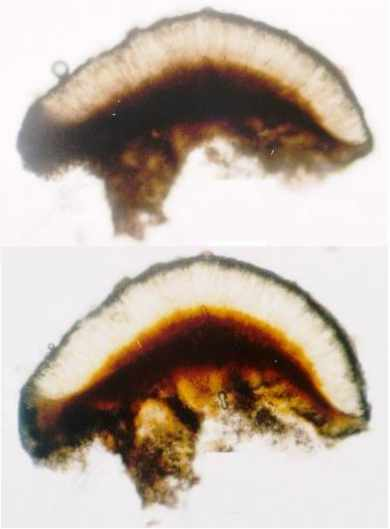
Lecidella carpathica
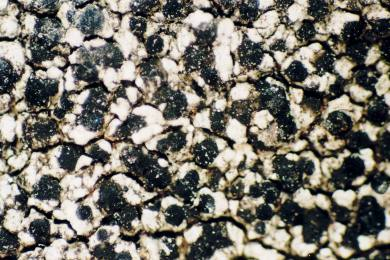
Lecidella stigmatea
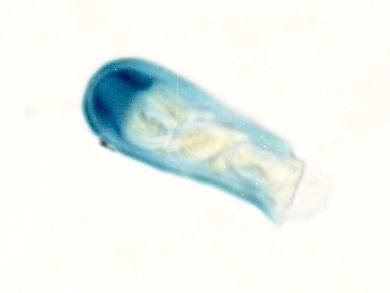
Lecidella stigmatea